# Bundesarchivgesetz (Österreich)
Das österreichische Bundesarchivgesetz (BArchivG) vom 17. August 1999 regelt die Archivierung und die Nutzung von Archivgut des Bundes. Es regelt insbesondere die Angelegenheiten des Österreichischen Staatsarchivs.
Die Aufgaben des Österreichischen Staatsarchivs sind im Bundesarchivgesetz wie folgt beschrieben: Erfassen, Übernehmen, Verwahren, Erhalten, Instandsetzen, Ordnen, Erschließen, Verwerten und Nutzbarmachen von Archivgut des Bundes für die Erforschung der Geschichte und Gegenwart, für sonstige Forschung und Wissenschaft, für die Gesetzgebung, Rechtsprechung, Verwaltung sowie für berechtigte Belange der Bürger.